# Lew Wasilewski
Lew Pietrowicz Wasilewski (ros. Лев Петрович Василевский, ur. 3 sierpnia?/16 sierpnia 1903 w Kursku, zm. we wrześniu 1979 w Moskwie) – Żyd, funkcjonariusz radzieckich służb specjalnych, pułkownik bezpieczeństwa państwowego.

## Życiorys
Ukończył 4 klasy szkoły drugiego stopnia, pracował jako elektryk, elektromonter i elektrotechnik, od grudnia 1919 do kwietnia 1921 i ponownie od marca do października 1922 elektryk w Armii Czerwonej, 1921-1922 elektryk radiostacji Ludowego Komisariatu Poczt i Telegrafów RFSRR, od 1923 elektryk w fabryce parowozów w Charkowie. Od maja 1927 członek WKP(b), od czerwca 1928 funkcjonariusz Wydziału Specjalnego OGPU w Batumi, od stycznia 1932 do marca 1934 starszy pełnomocnik operacyjny GPU w Tbilisi, następnie w wojskach OGPU/NKWD, od maja 1935 do maja 1936 pracownik Głównego Zarządu Ochrony Pogranicznej i Wewnętrznej NKWD ZSRR, od czerwca 1936 do kwietnia 1937 komisarz 3 samodzielnego pułku lotniczego wojsk NKWD w Ałma-Acie. Od kwietnia 1937 do listopada 1938 odkomenderowany do Hiszpanii, od marca do 1 października 1939 starszy pełnomocnik operacyjny i szef Oddziału 6 Wydziału 5 Głównego Zarządu Bezpieczeństwa Państwowego, od maja 1939 do lipca 1941 konsul generalny ZSRR w Paryżu (pod nazwiskiem Tarasow), od 29 maja 1940 starszy porucznik, a od 4 kwietnia 1941 kapitan bezpieczeństwa państwowego. Od 11 sierpnia do 3 października 1941 zastępca szefa Wydziału 3 Zarządu 1 NKWD ZSRR, od 3 października 1941 do 18 stycznia 1942 zastępca szefa Wydziału 2 NKWD ZSRR, w listopadzie-grudniu 1941 odkomenderowany do Iranu, a od stycznia do grudnia 1942 Turcji, od lutego 1943 do kwietnia 1945 radca ambasady ZSRR w Meksyku (rezydent NKGB, 11 lutego 1943 awansowany na podpułkownika bezpieczeństwa państwowego.
Od kwietnia do lipca 1945 szef Wydziału 7 Zarządu 1 NKGB ZSRR, 31 maja 1945 mianowany pułkownikiem bezpieczeństwa państwowego, od 27 września 1945 do 27 czerwca 1946 zastępca szefa Wydziału "C" NKWD/MGB ZSRR, od 27 czerwca 1946 do 25 czerwca 1947 szef Wydziału "1-E" Zarządu Głównego MGB ZSRR, następnie w rezerwie, w marcu 1948 zwolniony ze służby z powodu stanu zdrowia. W kwietniu 1953 przyjęty ponownie, od 30 maja do 31 lipca 1953 szef Oddziału 6 Wydziału 9 MWD ZSRR, w sierpniu 1953 zwolniony z MWD "z powodu dyskredytacji".

## Odznaczenia
- Order Czerwonego Sztandaru (16 czerwca 1941)
- Order Czerwonej Gwiazdy (dwukrotnie - 26 kwietnia 1940 i 12 maja 1945)
- Order „Znak Honoru” (20 września 1943)
- Odznaka "Zasłużony Funkcjonariusz NKWD" (6 lipca 1945)

I 6 medali.